# 洛神赋

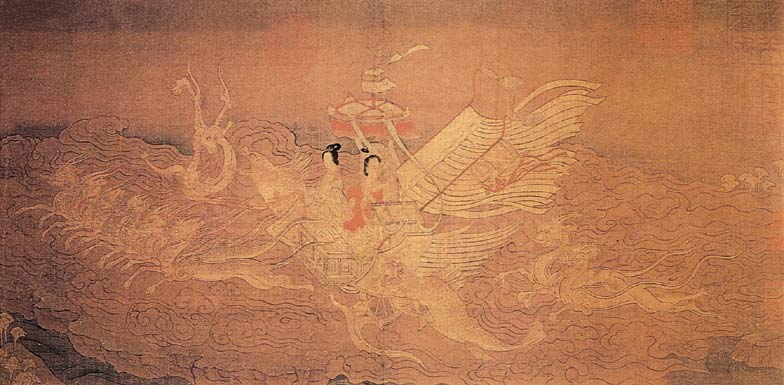
国立故宫博物院藏南宋摹本《洛神賦圖》

《洛神賦》為曹植於魏文帝黃初四年（223年）所著。最早见于萧统《昭明文选》，其序称曹植由京城返回封地時，途經洛水，忽然有感而發，並作此賦。洛神為中國神話裡伏羲氏（宓羲）之女兒，其因為於洛水溺死 ，而成為洛水之神，即洛神。此賦為曹植所著的文章裡較為著名的。

## 寫作背景
三国时代文学名家曹植的浪漫主义名篇《洛神赋》。《洛神赋》原名《感鄄赋》，一般认为是因曹植被封鄄城所作；亦作《感甄赋》，甄通鄄，但也有人认为其写作牵涉到曹植与魏文帝曹丕元配甄氏（即曹植之嫂）之间的一段错综复杂的感情。 
据《文昭甄皇后传载》：甄氏乃中山无极人，上蔡令甄逸之女。建安年间，她嫁给袁绍的儿子袁熙。东汉献帝七年，官渡之战，袁绍兵败病死。曹操乘机出兵，甄氏成了曹军的俘虏，继而嫁曹丕为妾。 
曹操的夫人刘氏生长子曹昂，早年死於宛城。次夫人卞氏生四子：曹丕；曹彰；曹植；曹熊。 
曹植天赋异禀，博闻强记，十岁左右便能撰写诗赋，颇得曹操及其幕僚的赞赏。当时曹操正醉心于他的霸业，曹丕也授有官职，而曹植则因年纪尚小、又生性不喜争战，遂得以与甄氏朝夕相处，进而生出一段情意。曹操死后，曹丕于汉献帝延康元年（公元220年）登上帝位，定都洛阳，是为魏文帝。甄氏因激怒曹丕，不仅未能封后，最终亦惨死，据说死时以糠塞口，以髮遮面，十分凄惨。 
甄氏死的那年，曹植到洛阳朝见哥哥。甄氏所生的曹叡陪皇叔吃饭。曹植看着侄子，想起甄氏之死，心中酸楚无比。饭后，曹丕遂将甄氏的遗物玉镂金带枕送给了曹植。曹植睹物思人，在返回封地时，夜宿舟中，恍惚之间，遥见甄氏凌波御风而来，曹植一惊而醒，原來是南柯一梦。回到鄄城，曹植脑海里还在翻腾着与甄氏洛水相遇的情景，于是文思激荡，写了一篇《感甄赋》。四年后（226年），曹叡继位，即魏明帝。因觉原赋名字有與其母相關之嫌，遂改为《洛神赋》。
刘克庄却说，这是好事之人乃“造甄后之事以实之”。王世贞又说：「令洛神见之，未免笑子建伧父耳。」清代何焯朱乾潘德丁晏张云等人，群起而鞭挞之。
把他们的论点综合起来，大概有如下几点：
- 曹植不太可能愛上其嫂。他没有那么大的胆量写《感甄赋》。丕与植兄弟之间因为政治的斗争，本来就很紧张，曹植写《感甄赋》，則可謂色胆包天，恐有性命之虞。

- 图谋兄妻，这是「禽兽之恶行」，「其有污其兄之妻而其兄晏然，污其兄子（指曹叡）之母而兄子晏然，况身为帝王者乎？」

- 李善注引《记》所说的文帝曹丕向曹植展示甄后之枕，并把此枕赐给曹植，“里老所不为”，何况是帝王呢？极不合情理，纯属无稽之谈。

- 《感甄赋》确有其文，但“甄”并不是甄后之“甄”，而是鄄城之“鄄”。“鄄”与“甄”通，因此是“感甄”。曹植在写这篇赋前一年，任鄄城王。

- 《洛神赋》一文，是“托词宓妃以寄心文帝”，“其亦屈子之志也”，“纯是爱君恋阙之词”，就是说赋中所说的“长寄心于君王”。后来的人否定感甄说不过是重复这些观点。如果说有所增加，只是说，14岁的曹植不大可能向曹操求娶已经24岁的已婚女子为妻。

- 由于此赋的影响，加上人们感动于曹植与甄氏的恋爱悲剧，故老相传，就把甄氏认定成洛神了。

## 对后世影响

### 繪畫
此赋词句华美，比喻新奇，並屢被後世文人所引用，称颂。并被采用多种形式演绎，如東晉時，大畫家顧愷之亦以此賦為題繪畫了名為《洛神賦圖》。两幅宋朝人临摹的《洛神賦圖》，是根据曹植的〈洛神賦〉画的，画中曹植和随从在岸上遥望水上飘逸窈窕的洛神和各种神仙怪物。其中一幅现藏北京故宫博物院，另一幅被末代皇帝溥仪卷逃到东北，日本投降后散落民间，后被辽宁博物馆收藏。

### 書法
書法家王献之曾书《洛神賦》，今仅存十三行，称玉版十三行、大令十三行等，赵孟頫也曾用小楷书之。

### 小說
除金庸武俠小說《天龍八部》大量引用〈洛神賦〉的詩句外，著名的還有唐代裴鉶《洛神傳》、杜光庭〈洛川宓妃〉，清代蒲松齡《聊齋志異》〈甄后〉、管世灝《影譚》〈洛神〉、樂鈞《耳食集》〈宓妃〉。現當代則有南宮搏、畢珍、簡遠信、胡曉明與胡曉暉等分別各有同名為《洛神》的小說。

### 其他
從六朝至今，詩、詞、賦、戲曲等各種體類對〈洛神賦〉接受從未間斷，甚至還擴展到戲劇、電影、電視劇、舞劇及音樂等藝術領域。

## 和甄氏的关系
甄氏是中山无极人，是上蔡令甄逸之女，出生於汉灵帝光和五年（182年），比曹丕长五岁，较曹植长十岁。《三国志·魏书》注列举了甄逸的三男五女的名字，唯独没有她的名字，称她为“甄宓”，完全是因为曹植的这篇《洛神賦》被一些人认为是写给甄氏的爱情篇章。
《洛神赋》原名《感鄄赋》，原因是曹植在黃初三年（222年）被封为鄄城王，而《感鄄赋》作于第二年。昭明太子蕭统之《文选》中录入名为《洛神赋》，按唐朝江都人李善为《文选》作註解释这是甄氏之子魏明帝曹叡所改，李善註又改《感鄄赋》为《感甄赋》，把《洛神赋》看作是曹植写给甄氏的爱情篇章。李商隐有多首诗词秉承李善之言，其中《东阿王》一诗：
国事分明属灌均，西陵魂断夜来人。
君王不得为天子，半为当时赋洛神。
又有《无题》诗云：
飒飒东风细雨来，芙蓉塘外有轻雷。
金蟾啮锁烧香入，玉虎牵丝汲井回。
贾氏窥帘韩掾少，宓妃留枕魏王才。
春心莫共花争发，一寸相思一寸灰。
但宋大诗人刘克庄，明“后七子”首领王世贞等均反对这一说法，认为纯粹是好事者牵连附会。
可是双方都无确实证据。这样一来，《洛神赋》到底是曹植为甄氏所写，还是自况，以美人比喻自己，就难下定论。

### 邊緣證據
证明两人有暧昧，目前只有邊緣證據。甄氏和曹植是同时代人物，甄氏嫁入曹家大致有15年的时间，年龄大致是24岁到39岁，曹植当时应为14岁到29岁，正是男女有情之时。甄氏也确有绝色和诗才。绝色典故见《三国志·魏书·刘桢传》注记：“其后太子尝请诸文学，酒酣坐欢，命夫人甄氏出拜。坐中众人咸伏；而桢独平视。太祖闻之，乃收桢，减死输作。”刘桢因为看绝色美人看得太入迷，以致引起曹操不快而下了牢狱。诗才典故见《古诗源》收录甄氏所作一首《塘上行》：
浦生我池中，其叶何离离
傍能行仁义，莫若妾自知
众口铄黄金，使君生别离
念君去我时，独愁常苦悲
想见君颜色，感结伤心脾
念君常苦悲，夜夜不能寐
莫以贤豪故，捐弃素所爱
莫以鱼肉贱，捐弃葱与薤
莫以麻枲贱，捐弃菅与蒯
出亦复愁苦，人亦更苦愁
边地多悲风，树木何蓊蓊
从军致独乐，延年寿千秋
曹植曾作《愍志赋》，現只存残篇：
或人有好邻人之女者，时无良媒，礼不成焉。彼女遂行适人。有言之于予者，予心感焉。乃作赋曰：
窃托音于往昔，迄来春之不从。
思同游而无路，倩壅隔而靡通。
哀莫哀于永绝，悲莫悲于生离。
岂良时之难俟，痛予质之日亏。
登高楼以临下，望所欢之攸居。
去君子之清宇，归小人之蓬庐。
欲轻飞而从之，迫礼防之我拘。
其中“思同游而无路，倩壅隔而靡通。哀莫哀于永绝，悲莫悲于生离。”含糊其辭之余道出了“生离”的痛苦。貴為曹植，當時這種能讓他發此可望而不可及的感嘆，可以生而見到卻不能碰的女子，似乎除甄氏外幾率不大。
220年，曹丕稱帝後背弃甄氏。221年，甄氏被迫害致死，曹植又寫《出妇赋》：
妾十五而束带，辞父母而适人。
以才薄之陋质，奉君子之清尘。
承颜色以接意，恐疏贱而不亲。
悦新婚而忘妾，哀爱惠之中零。
遂摧颓而失望，退幽屏于下庭。
痛一旦而见弃，心忉忉以悲惊。
衣入门之初服，背床室而出征。
攀仆御而登车，左右悲而失声。
嗟冤结而无诉，乃愁苦以长穷。
恨无愆而见弃，悼君施之不终。
222年，曹植封鄄城王。223年，《感鄄赋》（即《洛神赋》）写成。三国时「鄄」字和「甄」字通，按郑张尚芳拟音，三国之前「甄」字本来读/*kin/，与坚/*kiːn/发音相类，并无发/*tin/音之说。只有东吴文人才避孙坚的讳改「甄」为/*tin/音，曹魏当时并不改读，还念/*kin/。 。曹植是知道兩字相通的，賦的題目也很反常，漢賦中寫一座城池的賦一般以《城名賦》命名，如《東京賦》《西京賦》等，并無《感城名賦》這一慣例。并且《感鄄赋》的內容非但和鄄城毫無關係，而且其中“跑題”所描写的洛神非常传神：
襛纤得衷，脩短合度。
肩若削成，腰如约素。
延颈秀项，皓质呈露。
芳泽无加，铅华弗御。
云髻峨峨，脩眉联娟。
丹脣外朗，皓齿内鲜。
明眸善睐，靥辅承权。
瑰姿豔逸，仪静体闲。
柔情绰态，媚於语言。
奇服旷世，骨像应图。
不論自況與否，這些描寫应该是有人物原型的，从作品结尾所透露出的作者对洛神的恋恋不舍却又被迫离开的凄婉之情，更不能不令人起疑。
《昭明文選》中李善為「曹植」一條作註明確記錄《感鄄赋》就是《感甄赋》：「魏東阿王，漢末求甄逸女，既不遂。太祖回與五官中郎將。植殊不平，晝思夜想，廢寢與食。黃初中入朝，帝示植甄后金鏤玉帶枕，植見之，不覺泣。時已為郭后讒死。帝意亦尋悟，因令太子留宴飲，仍以枕賚植。植還，度轘轅，少許時，將息洛水上，思甄后。忽見女來，自云：我本託心君王，其心不遂。此枕是我在家時從嫁前與五官中郎將，今與君王。遂用薦枕席，懽情交集，豈常辭能具。為郭后以糠塞口，今被髮，羞將此形貌重睹君王爾！言訖，遂不復見所在。遣人獻珠於王，王答以玉珮，悲喜不能自勝，遂作感甄賦。後明帝見之，改為洛神賦。」
其中“帝示植甄后金鏤玉帶枕”若考证為真，則可算确实证据，因为若曹植和甄氏无男女私情，则曹丕不大可能把自己太子生母的贴身物品赠之。